# David Zic
David Zic (ur. 4 września 1976 r. w Hamilton, Kanada) – duchowny Kościoła Adwentystów Dnia Siódmego Ruch Reformacyjny; we wrześniu 2007 r. wybrany został na dyrektora departamentu ds. szafarstwa Generalnej Konferencji i urząd ten sprawuje nadal. Od 1999 r. jest członkiem Naczelnej Rady Kościoła. Poprzednio pełnił funkcje: Dyrektora Departamentu ds. Socjalnych (od 2007), członka Komitetu ds. Szkoły Sobotniej (od 1999) oraz Asystenta ds. Public Relations. W przeszłości był również Sekretarzem Korporacji Generalnej Konferencji (2003–2007), Superintendentem Szkoły Sobotniej (1999–2007), Przewodniczącym Unii Południowowschodnich Stanów Zjednoczonych (2003–2007) oraz członkiem Komitetu Kustoszy Instytutu Misyjnego w Twin Lakes (2000–2007).